# 이정헌 (배우)
이정헌(1970년 9월 10일 ~ )은 대한민국의 배우이다.

## 경력
- 1995년 ~ 1997년 극단 학전 단원
- 1997년 ~ 1999년 극단 동숭아트센터 단원
- 2018년 고양시 청소년 진로 홍보대사

## 출연

### 방송

#### 드라마
- 2006년 OCN 《코마》 - 장서원 역
- 2008년 OCN 《음란한 사회》 - 정석 역
- 2008년 MBC 《대한민국 변호사》
- 2009년 SBS 《아버지, 당신의 자리》 - 이민철 역
- 2010년 SBS 《커피하우스》 - 서은영과 이진수의 대학 선배 역 (특별 출연)
- 2011년 SBS 《싸인》 - 주인혁 역
- 2011년 MBC 《넌 내게 반했어》 - 임태준 역
- 2012년 KBS 2TV 《KBS 드라마 스페셜 연작 시리즈 - 강철본색》 - 춘현 역
- 2012년 TV조선 《지운수대통》 - 이 부장 역
- 2012년 MBC 《아이두 아이두》 - 황지안을 스카웃 하려는 남자 역
- 2012년 tvN 《제3병원》 - 이동성 역
- 2013년 SBS 《야왕》 - 장우철 역
- 2013년 KBS 2TV 《광고천재 이태백》 - 부장 역
- 2013년 SBS 《내 사랑 나비부인》 - 문형식 역 (특별 출연)
- 2014년 SBS 《쓰리 데이즈》 - 검사 역
- 2014년 MBC 《개과천선》 - 박동현 역
- 2016년 SBS 《육룡이 나르샤》 - 심효생 역
- 2016년 MBC 《화려한 유혹》 - 이 검사 역 (특별 출연)
- 2016년 MBC 《아버님 제가 모실게요》
- 2017년 SBS 《피고인》 - 여성수 역
- 2017년 OCN 《구해줘》 - 경찰서장 역
- 2017년 KBS 2TV 《마녀의 법정》 - 허정엽 역
- 2019년 SBS 《녹두꽃》 - 이용태 역
- 2021년 SBS 《라켓소년단》 - 정재성 역
- 2021년 넷플릭스 《오징어 게임》 (웹 드라마) - 유나이티드 은행 지점장 역
- 2022년 SBS 《소방서 옆 경찰서》 - 송재준 역
- 2023년 SBS 《소방서 옆 경찰서 그리고 국과수》 - 송재준 역

### 영화
- 1998년 《기막힌 사내들》
- 1999년 《연풍연가》 - 싸우는 신혼 부부 남 역
- 2000년 《춘향뎐》 - 변학도 역
- 2002년 《공공의 적》 - 끈끈이 역
- 2002년 《취화선》 - 송헌 역
- 2003년 《실미도》 - 박상근 중사 역
- 2004년 《귀신이 산다》 - 신부 역 (특별 출연)
- 2005년 《주먹이 운다》 - 교도소장 역 (특별 출연)
- 2005년 《이공》 (옴니버스 영화)
- 2005년 《남자니까 아시잖아요?》 - 창수 역
- 2006년 《다섯 개의 시선》 (옴니버스 영화) - 창수 역
- 2007년 《최강 로맨스》 - 소동준 역
- 2007년 《쏜다》 - 서태훈 역
- 2007년 《세븐 데이즈》 - 최 검사 역
- 2008년 《허밍》 - (특별 출연)
- 2008년 《GP506》 - 군의관 역
- 2008년 《다찌마와 리 - 악인이여 지옥행 급행열차를 타라!》 - 야시 역
- 2010년 《용서는 없다》 - 분석관 역
- 2010년 《주유소 습격 사건 2》 - 진상 역 (특별 출연)
- 2010년 《죽이고 싶은》 - 최 선생 역
- 2010년 《어쿠스틱》 (옴니버스 영화) - 무기 밀매상 역
- 2011년 《고치방》 (독립 영화) - 강씨 역
- 2013년 《깡철이》 - 내과 과장 역 (특별 출연)
- 2023년 《웅남이》

### 공연

#### 연극
- 2004년 《이발사 박봉구》 - 고양연 역 (2004.11.19~2004.12.31)
- 2007년 《선녀와 나무꾼》

#### 뮤지컬
- 1995년 《지하철 1호선》
- 1995년 《개똥이》
- 1997년 《모스키토》
- 1999년 《로미오와 줄리엣》
- 2003년 《난장이가 쏘아 올린 작은 공》
- 2003년 《한 여름 밤의 꿈》

## 가족 관계
- 배우자 : 오현정